# 2013
2013. је била проста година.

## Догађаји

### Јануар
- 11. јануар — Француска војска је започела петомесечну војну операцију у рату у Малију са циљем уклањања исламистичких и сепаратистичких побуњеника у северном Малију.
- 16. јануар — 39 страних радника и један чувар су погинули у талачкој кризи у постројењу за вађење природног гаса у Алжиру.

### Фебруар
- 15. фебруар — Астероид 2012 DA14 је прошао рекордно близу Земље.

* — У граду Чељабинск 1491 особа је повређена пуцањем стакала које је изазвао пад метеорита.
- 28. фебруар — Папа Бенедикт XVI се повукао са места римског папе.

* — Хашки трибунал ослободио свих оптужби и пустио на слободу бившег генерала Војске Југославије, Момчила Перишића

### Март
- 28. март — У 20.43.20 UTC ракетом Сојуз са космодрома Бајконур лансирана трочлана посада ка Међународној свемирској станици. Посаду су чинили Павел Виноградов и Александар Мисуркин из Роскосмоса и Кристофер Касиди из Насе.

### Април
- 17. април — Србија добила статус посматрача у ОДКБ.
- 19. април — У Бриселу парафиран Први споразум о принципима нормализације односа између Београда и Приштине
- 24. април — 1.129 особа је погинуло, а око 2.500 је повређено у урушавању зграде у месту Савар у Бангладешу.
- 30. април — Краљица Беатрикс од Холандије абдицирала и престо препустила свом најстаријем сину Вилему-Александру

### Мај
- 28. мај — У 20.31.24 UTC ракетом Сојуз са космодрома Бајконур лансирана трочлана посада ка Међународној свемирској станици. Посаду су чинили Фјодор јурчихин из Роскосмоса, Карен Најберг из Насе и Лука Пармитано из агенције Еса.
- 30. мај — Хашки трибунал ослободио свих оптужби Јовицу Станишића и Франка Симатовића.

### Јун
- 24. јун — Бивши италијански премијер Силвио Берлускони је проглашен кривим због злоупотребе власти и секса са малолетном проститутком и осуђен на седам година затвора.

### Јул
- 1. јул — Хрватска је постала 28. пуноправна чланица Европске уније.
- 18. јул — Александар Митровић, син Жељка Митровића, је прегазио 17-огодишњу девојку Андреју Бојанић на пешачком прелазу. Прошавши кроз црвено светло, побегао је са места несреће.
- 22. јул — Рођен Принц Џорџ од Кембриџа, члан Британске краљевске породице, син принца Вилијама и Кетрин Мидлтон
- 24. јул — У исклизнућу воза код шпанског града Сантијаго де Компостела погинуло је 80 особа, а повређено око 140.

### Август
- 14. август — Египатске службе безбедности су напале два кампа присталица збаченог председника Мухамеда Морсија у Каиру, што је довело на најмање 683 мртвих и увођења ванредног стања.
- Влада Србије донела је решење којим је први потпредседник владе Александар Вучић именован за председника Комитета за сарадњу са Уједињеним Арапским Емиратима, а Млађан Динкић за заменика председника[1].
- 29. август — Хашки трибунал ослободио бившег генерала ВЈ Драгољуба Ојданића након одслуживања две трећине казне
- 30. август — Хашки трибунал ослободио бившег председника Народне Скупштине Републике Српске Момчила Крајишника након одслуживања две трећине казне

### Септембар
- 5. септембар — Састанак групе Г20 индустријски развијених земаља у Санкт Петербургу
- 9. септембар — Парламентарни избори у Норвешкој 2013.
- 25. септембар — У 20.58.50 UTC ракетом Сојуз са космодрома Бајконур лансирана трочлана посада ка Међународној свемирској станици. Посаду су чинили Олег Котов и Сергеј Ризански из Роскосмоса и Мајкл Хопкинс из Насе.

### Новембар
- 7. новембар — У 04.14.15 UTC ракетом Сојуз са космодрома Бајконур лансирана трочлана посада ка Међународној свемирској станици. Посаду су чинили Михаил Тјорин из Роскосмоса, Ричард Мастракио из Насе и Коичи Ваката из агенције JAXA.

### Децембар
- 8. децембар — Европско првенство у кросу 2013. одржано у Београду

## Рођења
- 22. јул — Принц Џорџ од Кембриџа, члан Британске краљевске породице, син принца Вилијама и Кетрин Мидлтон

## Смрти

### Јануар
- 1. јануар — Слободан Ракитић, српски песник и политичар (*1940)[2]
- 3. јануар — Чедомир Јанић, историчар ваздухопловства, пилот, падобранац, ваздухопловни моделар (*1934)
- 4. јануар — Зоран Жижић, црногорски политичар и некадашњи премијер СРЈ (*1951)[3]
- 5. јануар — Томас Дин, најстарија особа у Енглеској (*1902)
- 9. јануар — Џејмс М. Бјукенан, амерички економиста, добитник Нобелове награде (*1919)
- 14. јануар — Конрад Бејн, канадско-амерички глумац (*1923)[4]
- 15. јануар — Маргарита од Бадена, прва супруга принца Томислава Карађорђевића (*1932)
- 18. јануар — Душан Дукић, географ, професор хидрологије и климатологије на Географском факултету Универзитета у Београду (*1923)
- 25. јануар — Франце Попит, учесник Народноослободилачке борбе и друштвено-политички радник СФР Југославије и СР Словеније (*1921)
- 26. јануар — Раде Булат, учесник Народноослободилачке борбе, генерал-пуковник ЈНА и народни херој Југославије (*1920)

### Фебруар
- 7. фебруар — Крсто Папић, југословенски и хрватски филмски редитељ црногорског порекла (*1933)[5]
- 8. фебруар — Јосиф Татић, српски глумац (*1946)[6]
- 13. фебруар — Мића Орловић, српски телевизијски и радио водитељ и новинар (*1934)[7]
- 19. фебруар — Динко Туцаковић, српски филмски редитељ, сценариста и критичар (*1960)[8]
- 24. фебруар — Тања Булатовић, српска књижевница, преводилац, новинарка и ратна репортерка (*1964)
- 25. фебруар — Милан Велимировић, српски проблемиста (*1952)
- 26. фебруар — Добривоје Тривић, југословенски фудбалер (*1943)[9]

### Март
- 5. март — Уго Чавез, председник Венецуеле (*1954)[10]
- 12. март — Клајв Бер, бубњар бенда Ајрон мејден (*1957)[11]
- 19. март — Бранислав Бато Вуксановић, шансоњер из Херцег Новог (*1953)
- 26. март — Тибор Живковић, српски историчар (*1966)

### Април
- 3. април — Хамид Исљами, српски књижевник горанског порекла (*1959)
- 4. април — Роџер Иберт, амерички филмски критичар и сценариста (*1942)[12]
- 6. април — Бигас Луна, шпански редитељ (*1946)[13]
- 6. април — Вељко Деспотовић, српски и југословенски филмски и телевизијски сценограф (*1931)[14]
- 8. април — Маргарет Тачер, британска политичарка и некадашња премијерка (*1925)[15]

### Мај
- 2. мај — Иван Турина, хрватски фудбалски голман (*1980)[16]
- 2. мај — Џеф Ханеман, амерички гитариста (*1964)[17]
- 4. мај — Кристијан де Дув, цитолог и биохемичар (*1917)
- 6. мај — Ђулио Андреоти, италијански политичар, (*1919)[18]
- 7. мај — Мато Ерговић, хрватски глумац (*1927)[19]
- 17. мај — Хорхе Рафаел Видела, војни диктатор (*1925)
- 24. мај — Антонио Пучадес Касанова, шпански фудбалер (*1925)[20]

### Јун
- 12. јун — Владимир Јевтовић, српски глумац и педагог (*1947)[21]
- 12. јун — Џироемон Кимура, најстарији мушкарац у историји (*1897)

### Јул
- 2. јул — Даглас Енгелбарт амерички проналазач (*1925)
- 5. јул — Џејмс Макубри најстарији мушкарац (*1901)
- 9. јул — Жељко Малнар, хрватски пустолов (*1944)[22]
- 12. јул — Милорад Унковић српски економиста (*1945)[23]
- 13. јул — Кори Монтит, канадски глумац (*1982)[24]

### Август
- 8. август — Карен Блек, америчка глумица (*1939)[25]
- 10. август — Ласло Чатари, ратни злочинац (*1915)
- 18. август — Деже Ђармати, мађарски ватерполиста (*1927)
- 19. август — Мирко Ковач, српски писац (*1938)[26]
- 24. август — Џули Харис, америчка глумица (*1925)[27]

### Септембар
- 2. септембар — Фредерик Пол, амерички писац (*1919)
- 24. септембар — Слава Иванчевић, наводно најстарија особа у Србији икад (*1894?)

### Октобар
- 3. октобар — Сергеј Белов, кошаркаш (*1944)[28]
- 4. октобар — Во Нгујен Ђап, вијетнамскки генерал (*1911)
- 12. октобар — Јован Ристић, телевизијски редитељ (*1939)[29]
- 16. октобар — Војислав Лубарда, српски књижевник (*1930)
- 20. октобар — Јованка Броз, супруга Јосипа Броза Тита (*1924)
- 23. октобар — Долорес Ламбаша, хрватска телевизијска, позоришна и филмска глумица (*1981)[30]
- 27. октобар — Милутин Балтић, учесник НОР, хрватски политичар и народни херој Југославије. (*1920)
- 28. октобар — Александар Тијанић, српски новинар и директор Радио телевизије Србије (*1949)
- 29. октобар — Срђа Поповић, београдски адвокат (*1937)
- 30. октобар — Јанош Тот, српски глумац (*1961)[31]
- 30. октобар — Калина Даниловић, наводно најстарија особа у Србији (*1900?)

### Новембар
- 2. новембар — Златко Црнковић, хрватски преводилац (*1931)
- 2. новембар — Миланко Реновица, друштвено-политички радник СФР Југославије (*1928)
- 10. новембар — Драгомир Чумић, српски глумац (*1937)[32]
- 30. новембар — Пол Вокер, амерички глумац (*1973)[33]

### Децембар
- 5. децембар — Нелсон Мандела, јужноафрички политичар (*1918)[34]
- 15. децембар — Џоун Фонтејн, британско-америчка глумица (*1917)[35]
- 19. децембар — Ружица Сокић, српска глумица (*1934)[36]
- 23. децембар — Михаил Калашњиков , Конструктор оружја познат по пушци АК-47-„Калашњиков“ (*1919)
- 31. децембар — Љубомир Тадић, академик и члан САНУ (*1925)[37]

## Нобелове награде
- Физика — Питер Хигс и Франсоа Англер
- Хемија — Мартин Карплус, Мајкл Левит и Ериј Воршел
- Медицина — Џејмс Ротман, Ренди Шекман и Томас Зидхоф
- Књижевност — Алис Манро
- Мир — Организација за забрану хемијског оружја (OPCW)
- Економија — Еуген Фама, Ларс Петер Хансен и Роберт Шилер